# 제8회 대종상
제8회 대종상의 시상식에 관한 내용이다.

## 수상 및 후보
제8회 대종상은 수상자가 없다.